# 매킨토시 클래식
매킨토시 클래식(Macintosh Classic)은 1990년 10월 15일에 매킨토시 IIsi, 매킨토시 LC와 함께 출시된 매킨토시 컴퓨터이다. 출시 당시에는 약 1,000 달러에 판매되었다. 클래식은 매킨토시 플러스와 매킨토시 SE의 후속 기종으로 클래식의 시스템 사양은 이전 컴팩트 매킨토시와 유사하게 흑백 디스플레이 512x342 픽셀 해상도, 1MB RAM, 모토로라 68000 CPU의 사양을 가지고 있다. 그리고 3.5인치 플로피 디스크 드라이브로 매킨토시 플러스보다 최대 25% 빠른 슈퍼드라이브를 장착하였다. 1991년에는 후계 기종인 매킨토시 클래식 II가 나왔으나, 클래식도 다음 해에 생산이 중단 될 때까지 계속 판매하였다.

## 개발
애플의 창업자 중 한 명인 스티브 잡스가 1985년 애플을 떠난 후 장 루이 가세(Jean-Louis Gassée)가 제품 개발을 물려 받았다. 장 루이 가세는 "high-right"라는 고가 정책으로 55% 이상의 마진을 목표로 삼았고, 여기에 가세는 "55 아니면 죽음을(fifty-five or die)"라는 말을 남겼었다. 이 정책으로 인해 매킨토시의 가격이 지속적으로 상승하였는데, 점점 높아지는 가격으로 인해 1989년 크리스마스 시즌에 매출이 감소되고 애플의 주가도 20% 하락되자, 결국 1990년 1월에 가세가 사임을 하였고, 존 스컬리는 다른 여러 후임자에게 개발을 맡긴다. 그래서 애플이 1990년 말에 매킨토시를 저가형, 중저가형, 중가형으로 나누어서 내놓은 것이 각각 매킨토시 클래식, 매킨토시 LC, 매킨토시 IIsi이다. 1990년 10월 15일, 존 스컬리는 매킨토시 클래식을 소개하면서 동시에 1,000달러의 가격도 발표하였다. 클래식의 출시 이후, 당시 매킨토시로선 획기적으로 저렴한 비용으로 인기를 끌었으며, 클래식 출시 직후의 애플의 주가도 상승하였다.

## 특징
매킨토시 클래식의 최소 사양은 1MB 메모리와 하드디스크 미장착된 버전으로 999달러에 판매하였다. 여기에 확장 카드를 통한 1MB 메모리와 40MB의 하드디스크가 추가 장착된 버전을 1,499달러에 판매하였다. 더불어 모토로라 68000 CPU를 사용하는 최후의 컴팩트 매킨토시였다.
클래식은 6.0.7부터 시작하여 7.5.5까지 지원한다. 클래식의 ROM에는 내장된 시스템 6.0.3이 탑재되어 있으며 Command+Option+X+O를 누르면서 부팅하면 시스템 디스크 없이도 시스템 6.0.3으로 부팅할 수 있다.
매킨토시 클래식의 단점으로는 낮은 프로세서 성능과 확장 슬롯의 부족이 있다. 더불어 작고 흑백인 디스플레이로 인해 클래식은 매킨토시의 주 사용 용도인 출판 기능에 불리한 점이 있다. 한편, 저렴한 가격으로 인해 교육용 컴퓨터로서 널리 사용되었다.
매킨토시 클래식은 매킨토시 128K이래 내려온 컴팩트 매킨토시의 형태를 기본으로 하고 있다. 다만, 기존의 각이 진 케이스의 매킨토시 SE에 비해 전면 곡선 형태의 케이스로 케이스가 바뀌었다.

## 사양
| 구성 요소   | 사양 |
| ----------- | --- |
| 모니터      | 9 인치 (23 cm) 흑백 CRT 디스플레이, 512 × 342 pixel resolution |
| 저장 장치   | 40 MB SCSI 하드디스크 옵션, 내장 슈퍼드라이브(3.5 인치 플로피 디스크 드라이브) |
| 프로세서    | 8 MHz 모토로라 68000 |
| 버스 속도   | 8 MHz |
| RAM         | 1 MB, 확장카드 슬롯 2개로 총 4MB까지 확장 가능. (120ns 30핀 SIMM) |
| ROM         | 512 KB |
| 네트워킹    | 애플토크(AppleTalk) |
| 배터리      | 3.6 V 리튬 배터리 |
| 물리적 수치 | 13.2 in × 9.7 in × 11.2 in (33.5 cm × 24.6 cm × 28.4 cm) 16 lb (7.26 kg) |
| 연결 포트   | 1× ADB (키보드, 마우스) 2× mini-DIN-8 RS-422 시리얼 포트 (프린터, 모뎀, 애플토크) 1× DB-19 (추가 플로피 드라이브) 1× DB-25 SCSI 커넥터 (추가 하드 드라이브 및 스캐너) 1× 3.5 mm 헤드폰 잭 소켓 |
| 확장 슬롯   | 없음 |
| 오디오      | 8-bit 모노 22 kHz |
| 게슈탈트 ID | 17 (컴퓨터 식별 코드) |
| 코드명      | XO |

## 같이 보기
- 매킨토시 SE
- 매킨토시 클래식 II
- 매킨토시 컬러 클래식
- 매킨토시 컬러 클래식 II